# Papa Bouba Diop
Papa Bouba Diop (Dakar, 28. siječnja 1978. – Pariz, 29. studenog 2020.), senegalski nogometaš koji je igrao u veznom redu.

## Karijera
Njegova prirodna pozicija bila je defenzivni vezni, ali također je mogao igrati kao središnji branič. 

### Klupska karijera
Nastupao je za: Espoir Dakar, Diaraaf Dakar, Vevey Sports, Neuchâtel Xamax, Grasshoppers, RC Lens, Fulham, Portsmouth, AEK Atena, West Ham United i Birmingham City.
Karijeru je završio u Birminghamu 2013. godine.

### Reprezentativna karijera
Za senegalsku reprezentaciju je nastupio 63 puta i zabio je 11 pogodaka. Bio je u sastavu reprezentacije na njenom premijernom nastupu na svjetskim prvenstvima 2002. godine u Južnoj Koreji i Japanu. U prvom nastupu na tom prvenstvu postigao je pogodak za pobjedu protiv aktualnih svjetskih prvaka Francuza.

## Vanjske poveznice
- Profil Soccerbase
- Papa Bouba Diop službena stranica  Arhivirana inačica izvorne stranice od 30. srpnja 2008. (Wayback Machine) na Icons.com
- Profil i slike Bouba Diopa